# Paradisaeidae
Pour les articles homonymes, voir Paradisier.
Famille
Les Paradisaeidae (francisé en paradiséidés) est un taxon qui regroupe la plupart des espèces appelées Paradisiers ou oiseaux de paradis. Ce groupe est actuellement formé d'une quarantaine d'espèces qui vivent majoritairement en Nouvelle-Guinée et dans les régions avoisinantes. Les mâles adultes de ces espèces sont, pour la plupart, caractérisés par un plumage coloré. La classification du COI reconnaît ce taxon comme étant une famille, mais d'autres classifications (notamment celle de Sibley-Alquist) le rangent dans la famille des Corvidae, sous forme de la tribu des Paradisaeini. Les genres Cnemophilus, Loboparadisea, Macgregoria et Melampitta, traditionnellement rattachés à ce groupe, n'en font plus partie. Ils sont en  voie de disparition.

## Morphologie
La morphologie des paradisiers rappelle celle des corvidés. Ils ont des becs plutôt épais et des pattes robustes. Les deux tiers des espèces ont un dimorphisme sexuel marqué. Le Paradisier royal est la plus petite des espèces, les mâles adultes mesurent environ 15 centimètres et pèsent 50 grammes tandis que les plus imposantes sont le Paradisier fastueux qui mesure jusqu'à 110 cm et le Paradisier d'Entrecasteaux qui pèse jusqu'à 430 grammes. Les espèces les plus reconnues sont vraisemblablement celles du genre Paradisaea comme le Paradisier grand-émeraude, dont un des spécimens constitue le type du taxon.

## Comportement
La plupart des espèces sont frugivores bien que les espèces des genres Ptiloris et Epimachus soient également insectivores.
Dans la plupart des forêts du monde, le principal vecteur de zoochorie, c'est-à-dire de dissémination des graines, est les mammifères, mais en Nouvelle-Guinée ce sont les Paradisaeidae qui jouent ce rôle.
Durant la période nuptiale, pour la plupart des espèces, les mâles forment des aires de parade. D'autres espèces comme celle des genres Cicinnurus et Parotia suivent un cérémonial particulièrement élaboré basé sur des danses, voire des chants complexes. Les espèces à dimorphisme sexuel sont polygames tandis que les espèces monomorphes sont principalement monogames.
L'hybridation est fréquente chez les espèces polygames, suggérant que ces espèces sont très proches, même lorsqu’elles ont été classées dans un genre différent par les taxonomistes. De nombreuses descriptions reconnues ensuite comme étant des hybrides ont été réalisées. Cependant, certains ornithologues supputent que certaines descriptions pourraient ne pas être des hybrides mais de réelles espèces aujourd'hui éteintes.
Les paradisiers construisent leurs nids avec des matériaux meubles comme des feuilles, des fougères généralement placés dans la fourche d'une branche. Le nombre d'œufs produits est pour la plupart des espèces incertain. Les plus grandes espèces pondent cependant presque toujours juste un œuf et les plus petites en pondent deux ou trois. Les œufs incubent entre 16 et 22 jours et les poussins quittent le nid entre 16 et 30 jours.

## Distribution
Ils sont originaires de Nouvelle-Guinée et des îles environnantes comme les Îles du détroit de Torrès, mais quatre espèces vivent en Australie orientale et deux dans les Moluques. Ils vivent dans les biomes de forêts tropicales humides dont les forêts de nuage et les marécages à l'ouest de la ligne Wallace.
La Nouvelle-Guinée, au relief montagneux, représente une véritable pièce montée d'habitats. La plupart des paradisiers vivent dans les limites d'une seule chaîne de montagne et d'une zone d'altitude. Cet isolement réduit la circulation des gènes entre les populations, ce qui permet aux oiseaux de se différencier.
Dans les forêts de Nouvelle-Guinée, fruits et insectes abondent toute l'année et les menaces naturelles sont très rares. Il n'y avait ni singes ni écureuils pour concurrencer les oiseaux sur le plan de la nourriture, ni félins pour les chasser. Libérés de ces menaces, les paradisiers se spécialisèrent dans le domaine de la compétition sexuelle. Au fil du temps, les caractéristiques qui rendaient un oiseau plus attirant qu'un autre se transmirent et se perfectionnèrent. Ce ne sont pas les règles habituelles de survie qui priment, mais celles d'un accouplement réussi. La compétition sexuelle explique que les mâles des différentes espèces de paradisiers rivalisent de beauté.

## Commerce
Des dizaines d'années durant, l'appétit de l'Europe pour leurs plumes alimenta la chasse et un commerce vigoureux. Celui-ci culmina au début des années 1900 : 80 000 peaux étaient alors exportées chaque année de Nouvelle-Guinée pour orner les chapeaux des dames européennes. En 1908, dans les régions de Nouvelle-Guinée qu'ils administraient, les Britanniques déclarèrent la chasse hors la loi. Les Néerlandais les imitèrent en 1931. Aujourd'hui, aucun paradisier ne quitte l'île légalement hormis pour une utilisation scientifique.

## Liste alphabétique des genres
D'après la classification de référence du Congrès ornithologique international (version 14.2, 2024) :
- Astrapia Vieillot, 1816 (5 espèces)
- Cicinnurus Vieillot, 1816 (1 espèce)
- Diphyllodes Lesson, R, 1834 (2 espèces)
- Drepanornis Sclater, PL, 1873 (2 espèces)
- Epimachus Cuvier, 1816 (2 espèces)
- Lophorina Vieillot, 1816 (3 espèces)
- Lycocorax Bonaparte, 1853 (2 espèces)
- Manucodia Boddaert, 1783 (5 espèces)
- Paradigalla Lesson, R, 1835 (2 espèces)
- Paradisaea Linnaeus, 1758 (6 espèces)
- Paradisornis Linnaeus, 1758 (1 espèce)
- Parotia Vieillot, 1816 (6 espèces)
- Phonygammus Lesson, R & Garnot, 1826 (1 espèce)
- Pteridophora Meyer, AB, 1894 (1 espèce)
- Ptiloris Swainson, 1825 (4 espèces)
- Seleucidis Lesson, R, 1834 (1 espèce)
- Semioptera Gray, GR, 1859 (1 espèce)

## Liste des espèces
D'après la classification de référence du Congrès ornithologique international (version 8.2, 2018) (ordre phylogénique) :

### Œuvre Vidéo
- Tatsuhiko Kobayashi, Les Oiseaux de paradis, documentaire video sur le travail du photographe japonais Tadashi Shimada, écrit par Petra Regent et Masayoshi Ichino, 2004, NHK, 50 minutes

#### Bases de référence
- (en) Congrès ornithologique international : Paradisaeidae dans l'ordre Passeriformes (consulté le 14 août 2018)
- (en) Zoonomen Nomenclature Resource (Alan P. Peterson) : Paradisaeidae (consulté le 14 août 2018)
- (fr) Oiseaux.net : Paradisaeidae (consulté le 14 août 2018)
- (en) Animal Diversity Web : Paradisaeidae (consulté le 14 août 2018)
- (en) NCBI : Paradisaeidae (taxons inclus) (consulté le 14 août 2018)
- (en) UICN : taxon  Paradisaeidae  (consulté le 6 janvier 2023)